# Капитан-Петко-Войвода
Капитан-Петко-Войвода (болг. Капитан Петко войвода) — село в Болгарии. Находится в Хасковской области, входит в общину Тополовград. Население составляет 170 человек.

## Политическая ситуация
Капитан-Петко-Войвода подчиняется непосредственно общине и не имеет своего кмета.
Кмет (мэр) общины Тополовград — Евтимия Петрова Карачолова (Зелёные) по результатам выборов в правление общины.